# Afroscleropogon clementsi
Afroscleropogon clementsi är en tvåvingeart som beskrevs av Jason Gilbert Hayden Londt 1999. Afroscleropogon clementsi ingår i släktet Afroscleropogon och familjen rovflugor. Inga underarter finns listade i Catalogue of Life.